# Грибков, Михаил Петрович
Михаи́л Петро́вич Грибко́в (20 августа [2 сентября] 1909, с. Дуван, Уфимская губерния — 14 января 1964) — советский партийный и государственный деятель, председатель исполкома Куйбышевского областного Совета депутатов трудящихся (1958—1959). Второй секретарь ЦК Коммунистической партии Латвии (1960—1963). Член Центральной ревизионной комиссии КПСС (1961—1964).

## Биография
Родился в семье сельских учителей. В начале 1920-х годов батрачил. В 1926 районный крестьянский комитет направил его за свой счет на учёбу в Красноярскую школу рабочей молодежи, после окончания которой в 1928 году он был направлен сначала на комсомольскую, а затем на партийную работу в Сибирском крае.
В 1934 году окончил зоотехнический факультет Омского сельскохозяйственного института им. С. М. Кирова, по окончании которого работал заместителем директора, главным зоотехником Чембракульского молмясосовхоза в Саргатском районе Омской области.
Летом 1937 был утвержден начальником отдела животноводства Омского областного управления сельского хозяйства. В 1939 назначен заместителем директора Омского мясомолочного треста совхозов.
Добровольцем участвовал в советско-финской войне (1939—1940), затем был откомандирован в Красноярск на курсы политического состава Сибирского военного округа. По окончании курсов был направлен в Омск на партийную работу.
Участник Великой Отечественной войны с июля 1941 по август 1945 года. Доброволец, участвовал в боях, был трижды ранен, имел контузию.
После демобилизации по состоянию здоровья, вернулся в Омск на партийную работу. В 1947—1949 — секретарь Омского городского комитета ВКП(б). В 1949 был выдвинут на работу в аппарат ЦК ВКП (б).
В 1949—1952 — слушатель Высшей партийной школы при ЦК ВКП(б).
В 1956 году Грибков был избран председателем исполкома Куйбышевского областного Совета депутатов трудящихся.
Затем с 1958 по январь 1960 работал в аппарате Совета Министров РСФСР.
С января 1960 по март 1963 года — второй секретарь ЦК Коммунистической партии Латвии.
С 31.10.1961 по 14.1.1964 — член Центральной Ревизионной Комиссии КПСС.
Умер 14 января 1964 года. Похоронен на Новодевичьем кладбище.

## Награды
- орден Отечественной войны I степени и II степени,
- орден Красной Звезды,
- медаль «За оборону Москвы»,
- медаль «За оборону Кавказа»,
- медаль «За освобождение Варшавы»,
- медаль «За Победу над Германией в Великой Отечественной войне 1941—1945 гг.».

## Источник
- Справочник по истории Коммунистической партии и Советского Союза 1898—1991